# Jamesoniella autumnalis
Jamesoniella autumnalis ist eine Moosart der Ordnung Jungermanniales. Der Gattungsname ehrt den schottisch-ecuadoranischen Schiffsarzt und Botaniker William Jameson (*span. Gulielmo Jameson 'de Quito') (1796–1873).

## Merkmale
Die Pflanzen wachsen in bronzefarbenen, selten in grünen Rasen, die bis vier Zentimeter hoch werden. Die Flankenblätter neigen sich an der Oberseite des Stämmchens zusammen, stehen damit einseitswendig. Sie sind breit eiförmig oder abgerundet rechteckig und oben meist schwach ausgebuchtet. In der Blattmitte sind die Zellen 25 bis 30 Mikrometer groß. Die Unterblätter sind klein und spießförmig. Die Zellen enthalten sieben bis zehn Ölkörper. Das Perianth ist walzenförmig und ragt weit aus den Hüllblättern hervor. Die Kapsel ist länglich-eiförmig.

## Verbreitung und Standorte
Die Art kommt in der nördlichen Hemisphäre vor. In Deutschland ist sie in den Mittelgebirgen und den tieferen Lagen der Alpen zerstreut zu finden, im norddeutschen Tiefland sehr vereinzelt. Sie wächst auf kalkfreien Felsen, auf Humus und morschem Holz.